# Markus Antonietti
Markus Antonietti (* 6. Februar 1960 in Mainz) ist ein deutscher Chemiker.

## Leben
Antonietti besuchte von 1969 bis 1978 das Rabanus-Maurus-Gymnasium in Mainz und studierte nach dem Abitur Chemie und Physik an der dortigen Universität, seit 1981 als Stipendiat der Studienstiftung des deutschen Volkes. Nach dem Diplom in Chemie 1983 wurde er wissenschaftlicher Mitarbeiter und erhielt ein Stipendium des Fonds der Chemischen Industrie, 1984 das Adolf-Todt-Stipendium. 1985 wurde er bei Hans Sillescu mit der Dissertation Diffusion in topologisch strukturierten Polymersystemen mit dem Prädikat „summa cum laude“ promoviert und zum Hochschulassistenten ernannt. 1990 erreichte er die Habilitation mit der Schrift Mikrogele – Polymere mit einer speziellen Architektur und erhielt den Gerhard-Hess-Preis der Deutschen Forschungsgemeinschaft.
Im September 1991 folgte Antonietti einem Ruf an die Philipps-Universität Marburg. Seit Oktober 1993 ist er Direktor am Max-Planck-Institut für Kolloid- und Grenzflächenforschung in Golm und Professor an der Universität Potsdam.

## Preise und Auszeichnungen
Die Clarkson University in Potsdam (New York) verlieh ihm 1997 die Ehrendoktorwürde. 1998 war er Visiting Professor in Lovain La Neuve (Belgien). Die Berlin-Brandenburgische Akademie der Wissenschaften nahm Antonietti 2000 als ordentliches Mitglied in ihre Mathematisch-Naturwissenschaftliche Klasse auf. 2003 erhielt er den Goldschmidt-Elhuyar-Preis der Real Sociedad Espanola de Quimica. 2005 war er Gastprofessor in Hefei, Paris IV und Turner Alfrey Lecturer in Midland. 2015 erhielt er den Gay-Lussac-Humboldt-Preis. Für 2016 wurde ihm die Liebig-Denkmünze zugesprochen. Im November 2018 erhielt er das Bundesverdienstkreuz 1. Klasse. 2020 erhielt er den Hermann-Staudinger-Preis für makromolekulare Chemie.

## Privates
Antonietti ist verheiratet und hat zwei Kinder.